# Championnats du monde de BMX 2006
Navigation
Édition précédente Édition suivante
Les championnats du monde de BMX 2006 se sont déroulés à São Paulo au Brésil en juillet 2006.

## Podiums
| Épreuves                     | Or                           | Argent                         | Bronze                        |
| ---------------------------- | ---------------------------- | ------------------------------ | ----------------------------- |
| Épreuves masculines          |                              |                                |                               |
| Élite hommes                 | Javier Colombo Argentine     | Randy Stumpfhauser États-Unis  | Mike Day États-Unis           |
| Cruiser élite hommes         | Donny Robinson États-Unis    | Daniel Caluag États-Unis       | Damien Godet France           |
| Épreuve masculines - juniors |                              |                                |                               |
| Junior hommes                | Moana Moo-Caille France      | Martin Scherpen Pays-Bas       | Ramiro Marino Argentine       |
| Cruiser junior hommes        | Joe Sowers États-Unis        | Fausto Endara Équateur         | Edzus Treimanis Lettonie      |
| Épreuves féminines           |                              |                                |                               |
| Élite femmes                 | Willy Kanis Pays-Bas         | Gabriela Diaz Argentine        | Cécile Lazzarotto France      |
| Cruiser élite femmes         | Laëtitia Le Corguillé France | Samantha Cools Canada          | Belén Dutto Argentine         |
| Épreuves féminines - juniors |                              |                                |                               |
| Junior femmes                | Shanaze Reade Royaume-Uni    | María Eugenia Ruarte Argentine | Sarah Walker Nouvelle-Zélande |
| Cruiser junior femmes        | Amanda Geving États-Unis     | Sarah Walker Nouvelle-Zélande  | Magalie Pottier France        |

## Tableau des médailles
| Rang  | Nation           | Or | Argent | Bronze | Total |
| ----- | ---------------- | -- | ------ | ------ | ----- |
| 1     | États-Unis       | 3  | 2      | 1      | 6     |
| 2     | France           | 2  | 0      | 3      | 5     |
| 3     | Argentine        | 1  | 2      | 2      | 5     |
| 4     | Pays-Bas         | 1  | 1      | 0      | 2     |
| 5     | Royaume-Uni      | 1  | 0      | 0      | 1     |
| 6     | Nouvelle-Zélande | 0  | 1      | 1      | 2     |
| 7     | Canada           | 0  | 1      | 0      | 1     |
| 7     | Équateur         | 0  | 1      | 0      | 1     |
| 8     | Lettonie         | 0  | 0      | 1      | 1     |
| Total | Total            | 8  | 8      | 8      | 24    |